# Лебедевский (Кировская область)
Лебедевский — починок в Уржумском районе Кировской области в составе Буйского сельского поселения.

## География
Находится на расстоянии примерно 22 километра на запад от районного центра города Уржум.

## История
Известен с 1891. В 1905 году учтено было дворов 49 и жителей 300, в 1926 71 и 309, в 1950 85 и 316 соответственно. В 1989 году отмечено 373 жителя.

## Население
Постоянное население составляло 273 человека (русские 93 %) в 2002 году, 197 в 2010.